# Klaudia Sándor
Klaudia Sándor (ur. 1995) – węgierska zapaśniczka walcząca w stylu wolnym. Zajęła siedemnaste miejsce na mistrzostwach świata w 2013.
Trzecia na ME U-23 w 2015 roku.